# Тетеркина (деревня)
Тетеркина — деревня в Омутинском районе Тюменской области России. Входит в состав Журавлевского сельского поселения.

## География
Деревня находится на юге Тюменской области, в пределах юго-западной части Западно-Сибирской низменности, в лесостепной зоне, вблизи западной окраины болота Наклиха, на расстоянии примерно 32 км (по прямой) к югу от села Омутинское, административного центра района.

### Климат
Климат резко континентальный с холодной продолжительной зимой и тёплым относительно коротким летом. Средняя температура воздуха самого холодного месяца (января) — −18,6 °C (абсолютный минимум — −49 °C); самого тёплого месяца (июля) — 17,6 °C (абсолютный максимум — 38 °С). Среднегодовое количество атмосферных осадков составляет 200—427 мм, из которых до 70 % выпадает в период с мая по октябрь. Продолжительность залегания снежного покрова составляет в среднем 156 дней.

### Часовой пояс
Деревня Тетеркина, как и вся Тюменская область, находится в часовой зоне МСК+2. Смещение применяемого времени относительно UTC составляет +5:00.

## Население
| 1989 | 2002 | 2010 | 2012 |
| ---- | ---- | ---- | ---- |
| 43   | ↘5   | ↗11  | ↘7   |

### Национальный состав
Согласно результатам переписи 2002 года, в национальной структуре населения русские составляли 60 %, немцы — 40 % из 5 чел.